# Die Politikanalyse/Episodenliste
In dieser Episodenliste werden alle Videos Sendungen des Formats Die Politikanalyse aufgeführt. Sämtliche Folgen befinden sich auf YouTube und unter www.jungundnaiv.de. Die Sortierung folgt der Nummer (neueste zuerst):
Stand: 10. Juni 2022
| Folge                    | Titel                                   | Jung & Naiv-Interviews mit (Folgennummer) | Datum         | Länge (min) |
| ------------------------ | --------------------------------------- | --- | ------------- | ----------- |
| 21                       | Das K-Wort                              | - Luisa Neubauer (568) - Clemens Fuest (564) - Isabel Schnabel (563) | 1. Mai 2022   | 70:28       |
| 20                       | Erika Steinbach & die Wirtschaftsweisen | - Erika Steinbach (558) - Monika Schnitzer (552) - Achim Truger (541) | 27. Feb. 2022 | 53:42       |
| 19                       | Selbstüberschätzung                     | - Jürgen Todenhöfer (523) | 15. Aug. 2021 | 58:55       |
| 18                       | Dieter Nuhr & Ökonom Lars Feld          | - Dieter Nuhr (511) - Lars Feld (508) | 27. Juni 2021 | 73:46       |
| 17                       | Politikerdarsteller                     | - Susanne Hennig-Wellsow (507) - Peter Altmaier (500) | 2. Mai 2021   | 60:09       |
| 16                       | Wendepunkte                             | - Robert Habeck (498) - Timotheus Höttges (496) | 7. März 2021  | 64:56       |
| 15                       | Bullshit                                | - Jens Spahn (492) - Serap Güler (491) - Renate Künast (488) - Anders Indset (482) | 30. Dez. 2020 | 63:07       |
| 14                       | Ist das nur Satire                      | - Marco Bülow & Martin Sonneborn (487) - Elisabeth Motschmann (484) - Sawsan Chebli (478) - Wolfram Eilenberger (476) - Aminata Touré (475) | 29. Nov. 2020 | 53:04       |
| 13                       | Eigentumsideologie                      | - Marcel Fratzscher (480) - Eva von Redecker (479) - Ottmar Edenhofer (477) - Wolfram Eilenberger (476) | 30. Okt. 2020 | 58:24       |
| 12                       | Die Rechten & das Auto                  | - Richard David Precht (474) - Lorenz Gösta Beutin (473) - Antje Boetius (472) - Kai Niebert (471) - Lena Partzsch (470) - Tilman Kuban (452) - Bundespressekonferenz mit Angela Merkel | 24. Sep. 2020 | 45:32       |
| 11                       | Liberale Gesellschaft                   | - Achim Truger (469) - Canan Bayram (468) - Norbert Walter-Borjans (467) - Stefan Brunnhuber (466) - Omri Boehm (465) - Deniz Yücel (464) - Bundespressekonferenz mit Daniela Ludwig | 15. Aug. 2020 | 56:51       |
| 10                       | Kapitalismuskrise                       | - Sahra Wagenknecht (463) - Patrizia Nanz (462) - Nikhil Pal Singh (461) - Constanze Kurz (460) - Gerhard Schick (32 A) - Peter Altmaier (31 A) - Svenja Schulze (27 A) - Bundespressekonferenz mit Julia Klöckner - Bundespressekonferenz mit Anton Hofreiter und Katrin Göring-Eckardt - Bundespressekonferenz mit Fridays for Future, verdi und Paritätischer Gesamtverband - Bundespressekonferenz mit Gerd Müller | 2. Juli 2020  | 51:26       |
| 9                        | Wo ist die Alternative                  | - Stephan Weil (20 A) - Richard David Precht (16 A) - Heiko Maas (15 A) - Jens Spahn (14 A) - Karl Lauterbach (11 A) - Marie-Agnes Strack-Zimmermann (10 A) - Robert Habeck (9 A) - Olaf Scholz (7 A) - Katja Kipping (5 A) - Saskia Esken (4 A) - Philipp Amthor (3 A) - Jürgen Trittin (1 A) | 2. Mai 2020   | 40:50       |
| 8                        | Gemeinschaft & Individualismus          | - Christian Felber (459) - Steffi Lemke (458) - Ernst Paul Dörfler (457) - Azadeh Zamirirad (456) - Ruprecht Polenz (455) - Verena Bentele (454) | 22. März 2020 | 44:52       |
| 7                        | Krise der Konservativen                 | - Horst Seehofer (453) - Tilman Kuban (452) - Ulrike Herrmann (451) - Philipp Siefer (450) - Salman Rushdie (448) | 31. Jan. 2020 | 54:40       |
| 6                        | Bundespressekonferenz                   | - Bundespressekonferenz | 1. Jan. 2020  | 52:22       |
| 5                        | Geld ist Macht                          | - Hans Werner Sinn (449) - Salman Rushdie (448) - Stefan Rahmstorf (447) - Franziska Giffey (446) - Alexander Graf Lambsdorff (Live) | 24. Dez. 2019 | 49:06       |
| 4                        | Neoliberalismus                         | - Katja Suding (445) - Claudia Roth (444) - Jan Fleischhauer (443) - Jens Weidmann (Live Q&A) - Bundespressekonferenz mit Friedrich Merz | 5. Dez. 2019  | 51:41       |
| 3                        | Eskalationsstufen                       | - Andreas Kemper (442) - Anja Siegesmund (441) - Bodo Ramelow (440 und 252) - Wolfgang Tiefensee (439) - Mike Mohring (438) - Friederike Otto (437) | 23. Okt. 2019 | 43:50       |
| 2                        | Demokratische Rhetorik                  | - Hajo Funke (435) - Gesine Schwan (434) - Naika Foroutan (433) - Katja Meier (431) - Michael Kretschmer (429) - Richard David Precht (421) | 26. Sep. 2019 | 23:15       |
| 1                        | Kandidatencheck Sachsen & Brandenburg   | - Antje Feiks (430) - Michael Kretschmer (429) - Kathrin Dannenberg (427) - Ursula Nonnemacher (426) - Dietmar Woidke (425) - Ingo Senftleben (424) - Andreas Kalbitz (423) | 29. Aug. 2019 | 20:47       |
| A Folge aus Jung & Live. |                                         | |               |             |